# دوري إستونيا الممتاز
دوري إستونيا الممتاز (بالإستونية:Meistriliiga) هي الدرجة الممتازة لكرة القدم في إستونيا، ويشارك في الدوري الممتاز 10 نادي. وتم تأسيسه في عام 1992.